# Sdružení obcí Kersko
Sdružení obcí "Kersko" je dobrovolný svazek obcí podle zákona v okresu Nymburk, jeho sídlem jsou Třebestovice. Cílem sdružení je celkový rozvoj mikroregionu, ÚP, infrastruktury, životního prostředí a cestovního ruchu. Sdružuje celkem 3 obce a byl založen v roce 2001.

## Obce sdružené v mikroregionu
- Třebestovice
- Sadská
- Hradištko